# Dubrova (Leningrad)
|  | Per a altres significats, vegeu «Dubrova». |

Dubrova (en rus: Дуброва) és un poble de l'óblast de Leningrad, a Rússia, pertany al districte rural de Boksitogorski. El 2017 tenia 3 habitants.